# Григорий Васюра
Григорий Никитович Васюра (на украински: Григорій Микитович Васюра; 9 февруари 1915, Чигирин – 2 октомври 1987, Минск) – старши лейтенант от Червената армия, преминал на страната на Третия райх по време на Великата отечествена война, началник-щаб на наказателния 118-и полицейски батальон. С присъдата на военния трибунал на Беларуския военен окръг той е признат за виновен в множество военни престъпления и престъпления срещу човечеството. Екзекутиран през 1987 г. за организиране на убийството на жителите на село Хатин и други военни престъпления.

## Биография

### Предвоенни години
Роден е на 9 февруари 1915 г. (според други източници 1913 г.) в град Чигирин (сега Черкаска област, Украйна). Преди войната работи като училищен преподавател. Завършва Киевското военно свързочно училище през 1936 г.
По време на нахлуването на нацистка Германия в СССР през юни 1941 г. Васюра командва комуникационния отдел на укрепения район на 67-ма пехотна дивизия (според картата на военнопленника той служи в артилерийска част). На 28 юни 1941 г. той се предава доброволно по време на боевете за Лиепая (по собствените му думи той е бил контузен).
Той е затворен в лагера Stalag III-A . Още в първите дни на пленничеството си той се съгласява доброволно да сътрудничи на германците, а през февруари 1942 г. по собствена воля е изпратен в пропагандно училище (първо във Вустрау, по-късно във Вутцец), организирано в Stalag III-D лагер и ръководен от Райхсминистерството на окупираните източни територии. На 9 юни 1942 г. най-накрая е освободен. След като е освободен, той получава правото да се движи свободно из територията на Третия райх.

### Служба в редиците на наказателните отряди
След като завършва училище за пропагандист през октомври 1942 г., Васюра е изпратен в Киев, където се присъединява към 118-и батальон на Шуцманшафт, съставен от бивши съветски войници и украински националисти.
Васюра бързо се издигна в службата. От командир на взвод става началник-щаб, наследявайки своя предшественик, който дезертира през декември 1942 г. Всъщност звеното има двойно ръководство: официално началник на батальона е германецът, SS щурмбанфюрер Ерих Кьорнер, но Григорий Васюра отговаря за всички дела.
През същия декември 1942 г. частта е прехвърлена в окупирана Беларус за извършване на наказателни операции срещу партизаните. Първо, батальонът пристигна в Минск, а след това в град Плещеницы. Също на 2 март 1943 г. специален батальон на СС под командването на Оскар Дирлевангер пристига в същите региони, където служи 118-и батальон .
От есента на 1942 г. до юли 1944 г. Васюра и неговият батальон провеждат десетки големи наказателни акции, включително операции Хорнунг, Драуфгенгер, Котбус, Херман и Вандсбек, които са част от политиката на „мъртвата зона“, насочена към унищожаването на стотици беларуски села, за да да изчисти тези земи от цивилното население и в бъдеще да ги насели с немски колонисти. По време на окупацията, в резултат на 60 големи и 80 малки акции, 627 села в окупирана Беларус са унищожени от наказателните отряди на различни части.
Васюра участва пряко в наказателните операции на своя батальон, дава заповеди за репресии. Той лично се подиграва с хората, изтезава ги и ги разстрелва, често пред очите на подчинените си, за да им даде пример. Бивши есесовци от 118-и батальон неведнъж са говорили за бруталния характер на своя командир.
В горите край село Каминская слобода, след кланетата, извършени в съседните селища, се укрива голяма част от еврейското население. Когато наказателите ги откриват, Васюра, заедно с подчинените си Мелешко, Катрюк и други, лично разстрелват жителите и хвърлят гранати в землянките, където се крият хората.
В село Нова Вилейка наказателите прогонват всички жители от домовете им, след което, за да разминират, Васюра ги принуждава да избягат през минното поле. Тези, които не могат да бягат или бягат бавно, началникът на щаба убива без жал и милост. Веднъж, когато батальонът стои близо до жп. гара Новоельня, Васюра вижда как едно дете се опитва да намери храна, приближавайки се до влака. Той го хванал за яката и след това го прострелял. На процеса Васюра отрече този епизод по всякакъв възможен начин, заявявайки, че Кернер го е направил.
В самия батальон той също се отличава с особена жестокост към други наказатели и властта му се основава на абсолютно насилие. Когато Васюра научава, че някои от неговия батальон искат да преминат на страната на партизаните и вече са установили контакт с тях, той лично бие виновните и ги застрелва пред очите на подчинените му.

## Изгаряне на село Хатин
На 22 март 1943 г. по време на сблъсък с партизанския отряд „Чичо Вася“ е убит СС хауптщурмфюрер Ханс Вьолке, началник на първата рота на 118-и батальон. Разгневени от смъртта на капитана, есесовците от 118-и батальон на пътя Плещеница – Логойск задържат над 50 дървосекачи от село Козири, като убиват 26 от тях, Васюра, който пристига с вдигнатите по тревога наказатели, лично стреля с MP-40 по онези, които се опитват да избягат.
Скоро батальонът, следвайки стъпките на партизаните, се насочва към село Хатин. Група нелегални партизани с бой се оттеглят от обкръженото село. Като отмъщение за факта, че жителите на Хатин уж са приютявали партизани, е извършен най-тежкият акт на колективно наказание. Местните жители са хвърлени в плевня, постлана със слама, подпалени и е открит огън от автоматични оръжия. 149 местни жители са изгорени живи и разстреляни (75 от тях са деца). Всички дворове на селото са ограбени и опожарени до основи. Григорий Васюра не е подписал Де юре заповедта за унищожаване на селото, тъй като не е имал правомощия да го направи: само командирът на батальона Ерих Кьорнер може да заповяда унищожаването на селото. Васюра обаче е главният екзекутор: той директно ръководи полицаите, които събират, изгарят и разстрелват селяните. Освен това той лично стреля по хора в горяща плевня.

## Други дейности по време на войната
Васюра продължава по-нататъшната си служба като част от 118-и батальон в същата Беларус: на 13 май той командва батальон в битките за село Далковичи срещу партизаните, където дава заповед да се изгори селото. А на 27 май неговият батальон разстрелва 78 души в село Осови. Това е последвано от наказателната операция „Котбус“ и избиването на жителите на село Нова Вилейка и околностите му, където Васюра заповядва на селяните да преминат през минното поле. Няколко дни по-късно в село Стара Вилейка той заповядва 17 деца, 7 жени и 6 мъже да бъдат изгорени живи в два хамбара. След това батальонът на Васюра изгаря селата Маковие и Уборок, без да остави жив никой от жителите, а после в село Каминская слобода събира 50 евреи и ги разстрелва.
По-късно Васюра се прехвърля в 76-ти вафен-гренадирски полк на 30-та СС гренадирска дивизия, където завършва войната. Предполага се, че неговият полк е победен във Франция, където част от 118-ия батальон на Шуцманшафт отива при френските партизани.
Началникът на батальона Ерих Кьорнер скрива фактите за смъртта на цивилни, като докладва на командването, че 118-ти спомагателен полицейски батальон се бие само срещу многобройни партизански отряди, тъй като на 18 ноември 1942 г. е издадено постановление на SD, според което е забранено да се привличат местните жители към наказателна отговорност, тъй като се твърди, че цели села са били „под игото на партизаните“.

## След войната
Във филтрационния лагер Васюра крие факта на службата си в СС и участието в наказателни операции срещу цивилни. През 1952 г. е арестуван от следствените органи по подозрение в сътрудничество с нашествениците. Но поради липса на конкретни доказателства, както и лъжливи показания на самия Васюра, с присъдата на Киевския военен трибунал той получава присъда от 25 години затвор, но още на 17 септември г. 1955 г. е амнистиран с указ на Президиума на Върховния съвет на СССР.
Той се премества в село Велика Димерка (област Бровари, Киевска област) и става директор на икономическата част на совхоза Великодимерски. Под негово ръководство совхозът постигна високи резултати. Понякога работниците се оплакваха от грубите методи на управление на Васюра – той може жестоко да бие служителите си, но това се приписва на суровия му характер по отношение на слабата работа. Многократно е насърчаван за добра работа, членува в Комунистическата партия, построява голяма къща, има държавни награди и дипломи, включително медал „Ветеран на труда“. Освен това Васюра придобива удостоверение за участник във Великата отечествена война. Жени се и има две дъщери, които стават учителки.
Григорий Васюра твърди, че е осъден единствено за това, че е заловен. Той става почетен кадет на Киевското военно комуникационно училище „Калинин“ и многократно говори пред младите хора под прикритието на фронтов сигналист. Но според негови колеги той никога не е празнувал Деня на победата. Вместо това Васюра обикновено се среща с шестима други сътрудници, които живеят в същото село. Неговите съседи смятат, че подобно поведение се обяснява с негодуванието на несправедливо репресирания от съветската власт.

## Арест, съд и екзекуция
През 1985 г. Васюра, като „ветеран от войната“, иска Ордена на Отечествената война (в чест на 40-годишнината от победата). През тази година с това отличие масово са наградени всички ветерани от войната, за които има данни в местните служби за военна регистрация и вписване от органи на властта. В архивите служителите откриват само факта, че Васюра е изчезнал през юни 1941 г., но по-нататъшните търсения в архивите водят до преразглеждане на някои от резултатите от разпита на Василий Мелешко (бивш колега на Васюра), който е разстрелян през 1975 г. за сътрудничество с нашествениците и участие в опожаряването на село Хатин.
През 1986 г. е арестуван от КГБ по подозрение за участие в опожаряването на Хатин. Образувано е наказателно дело „по новооткрити обстоятелства“.
Почти няма оцелели от клането в Хатин, така че показанията на 26 свидетели са събрани малко по малко. Много от тях са бивши войници от 118-и батальон на Шуцманшафт, излежаващи присъди в съветски лагери и затвори. Така например свидетелите Остап Кнап и Иван Лозински са докарани от поправителните колонии на Коми АССР. Бившият есесовец Иван Козиченко идва в съда със съветски медали, които е получил като фронтовак, което вбесява прокуратурата. Сред свидетелите са и няколко от онези, които са успели да оцелеят на 22 март 1943 г. в Хатин.
Васюра отрича вината си. По време на изслушването Васюра прави всичко възможно да провали съдебното заседание: той лъже, придържа се към всякакви аргументи, свидетелства срещу бившите си подопечни. Цялата работа на прокурора и следователите е усложнена от факта, че Васюра по време на службата си в СС получава специално обучение как да се държи по време на разпит, което му дава възможност да даде изключително мощни аргументи в конфронтация със следствието. Той твърди, че не е участвал в наказателната операция и не е убивал цивилни. Но това противоречи на показанията на свидетели: всички колеги твърдят, че Васюра им е дал заповед да убият селяните, лично е застрелял хората и е наредил оцелелите да бъдат затворени в плевнята. Съдебното дело възлиза на 14 тома, като следователите успяват да възстановят хронологията на събитията от 22 март 1943 г. с точност до минута. Намерени са неопровержими доказателства за участието му във военни престъпления, по-специално в епизода с клането в Хатин. Съдът доказа, че в хода на наказателните операции по заповед на Васюра и той лично са убити най-малко 360 предимно мирни съветски граждани.
Когато Григорий Васюра разбира, че няма смисъл да отрича, той признава, като извиква:
| „ | Да, аз изгорих вашия Хатин! | “ |

Делото се провежда при закрити врати. Само двама кореспонденти – от в . „Известия“ и агенция „БелТА“ – са назначени да правят репортажи за процеса. Когато материалите вече са готови за публикуване, авторите са информирани, че публикацията е отменена. Съдия Виктор Глазков се аргументира, че това е решено след пряката намеса на първия секретар на Комунистическата партия на Украйна Владимир Шчербицки и първия секретар на Комунистическата партия на Беларус Николай Слюнков. И двамата са загрижени, че публичен процес срещу украински военнопрестъпник ще подкопае официално декларираната атмосфера на братство между съветските народи.
На 26 декември 1986 г. трибуналът на Беларуския военен окръг, председателстван от съдия Виктор Глазков, осъжда Григорий Никитич Васюра като съучастник на нацистките нашественици на смърт чрез разстрел и го лишава от всички награди. Васюра обжалва присъдата, но Военната колегия на Върховния съд на СССР, поради изключителната тежест на извършените престъпления, отказва. На 2 октомври 1987 г. присъдата е изпълнена в Пищаловския замък. След екзекуцията тялото на Васюра е изгорено в крематориума. Пепелта, по жесток обрат на съдбата, е заровена в Логойските гори, на същото място, където лежат много от неговите жертви. Мястото е изравнено със земята, той няма гроб.
През март 2008 г. правителството на Беларус разсекретява протоколите от процеса по делото на Григорий Васюра.